# 2009년 서울국제여성영화제
제11회 서울국제여성영화제는 2009년 4월에 개최된 영화제이다. 개막식/폐막식/일반 상영/부대 행사 신촌 아트레온 1,3,4,5관 (총 4개관)국제학술회의 이화여자대학교 국제교육관 LG컨벤션홀에서 개최되었으며 사회자는 배유정이다.

## 수상 및 후보

### 최우수상
- 안녕히 계세요 - 송 팡 수상

### 우수상
- 내게 사랑은 너무 써 - 전고운 수상
- 묘자리 소동 - 초우 써웨이 수상

### 관객상
- 문디 - 정해심 수상
- 다큐멘터리 옥랑문화 수상작
- 레드 마리아 - 경순 수상

### 아이틴즈 특별언급
- 쏘냐 - 키르시 마리에 리마타이넨 수상

### 여성신문상
- 명주바람 - 정지원 수상
- 아시아 단편경선
- 바나나는 맛있다 - 김초롱
- 아름답다 - 미셸 천
- 봄에 피어나다 - 정지연
- 불온한 젊은 피 - 박미희
- 에덴 - 김혜원
- 느낌이 좋아 - 임경희
- 모던 파트 타임즈 - 김자경
- 시향의 브람스 - 손미
- 외출 - 김선아
- 봄의 여자 춘녀씨 - 김남리
- 마음 - 이영림
- 받아 적을 것! - 일리트 젝세르
- 와인 할매 - 송주영
- 사진 속 그녀 - 윤혜렴

### 아이틴즈
- 레인 - 마리아 고반 수상

### 새로운 물결
- 아녜스 바르다의 해변 - 아녜스 바르다
- 보더라인 - 리네 샬레보이스
- 카르멘, 보랏을 만나다 - 메르세데스 스탈런휘프
- 콜드 런치 - 에바 세르헤우
- 미쓰 홍당무 - 이경미
- 달링 - 크리스틴 까리에르
- 어떤 개인 날 - 이숙경
- 던야와 데지 - 데이너 너후스탄
- 에브리원 엘스 - 마렌 아데
- 홈 - 위르실라 메이에
- 작은 병사 - 아네트 올레슨

### 연인노상
- 제시 창 취이샨
- 지금, 이대로가 좋아요 - 부지영
- 깃털의 여행 - 랜디 세씬
- 나무없는 산 - 김소영
- 웬디와 루시 - 켈리 레이차트
- 베티와 조의 발라드 - 마샤 안사라
- 남자 꼬시기 사관학교 - 알리나 루드니트스카야
- 치킨 스튜 - 주안나 토스테
- 미스 아랍 - 입티삼 마라아나
- 테이크 3 - 로젠느 리앙
- 그녀 - 케이티 울프
- 한국식 결혼 - 울리케 오팅거
- 곰이 나에게 - 박지완

### 퀴어 레인보우
- 베이비 포뮬라 - 앨리슨 레이드
- 표랑청춘 - 제로 추
- 닥터 핀의 딸 - 로리 콜버트 외 1명
- 걸 인사이드 - 마야 갈루스
- 세상의 끝에서 - 줄리아 폰 하인츠
- 길의 끝에서 - 제니퍼 말름크비스트
- 체리 레드 - 레나 크나우스
- 마음에 내리는 눈물 - 엘카 케르크홉스
- 프리헬드 - 신시아 웨이드
- 사랑을 속삭이다 - 실비 발리요
- 아파트에서 생긴 일 - 필라르 구티에레즈 아구아도
- 소심한 조의 대범한 사랑 - 부보 카타티
- 불을 꺼 주세요 - 헤이디 아르네센
- 사람들은 내 바지를 벗기려 한다 - 남효주
- 마이크 삼촌 - 줄리아 맥카트니
- 사이 - 이혜인

### 특별상영
- 레즈비언 정치도전기 - 한영희

### 걸즈 온 필름
- 열세 살은 괴로워 - 니콜 반 킬스돈크
- 세리와 하르 - 장수영
- 동키걸 - 티스 센크
- 마음에 베이다 - 안네 세비스퀴
- 보스가 되고 싶다 - 마레이 메이르만
- 키즈 + 머니 - 로린 그린필드
- 달리다의 용감한 선택 - 레윌라 아싸프-텡로트
- 트로피 - 저스틴 시마이-바튼
- 자유형 - 이송이
- 아이엠 - 김혜인
- 점을 가지고 싶다 - 정혜경
- 노들의 봄 - 이다솜
- 로드스쿨러 - 이길보라

### 오픈 시네마
- 중매보다 연애 - 다이안 크레스포 외 1명
- 뷰티풀 크레이지 - 리 치위엔
- 벚꽃 동산 - 나카하라 슌
- 먀오 먀오 - 쳉 샤오체

### 여성 영화제작 프로젝트
- 나에게 특별한 일요일 - 팜티 닙
- 나에게도 아내가 생겼습니다 - 장성주
- 기다리면 좋은 일이 - 로요 마릴루 브라보
- 마릴루는 할 수 있어~ - 강호규
- 올 마이 라이프 - 주비 얀톤
- 히아신스 재선과 튜울립 주비 - 최재선
- 나의 행복을 다른 이에게 전한다 - 김연국

### 이주여성 영화제작 워크숍 메이킹 영상: 처음처럼
- 모우애 히로코

### 여성노동과 가난
- 카티아의 자매 - 메이커 데 용
- 사당동 더하기 22 - 조은 외 1명
- 물과 비누 - 수잔 글루트
- 외박 - 김미례
- 엄마, 전화주세요 - 마레이 메이르만

### 천 개의 나이듦
- 오리우메 - 마츠이 히사코
- 바디 앤 소울 - 앨리스 엘리엇
- 황무지의 추수기 - 힐데 키에스 외 1명
- 꼬마사장님과 키다리조수 - 조경자
- 나는 엄마계의 이단아 - 자넷 메리웨더
- 어떤 그리움 - 발레리아 루이즈 살라스
- 소풍 - 솔베이 멜케로엔
- 농구 코트 위의 할머니들 - 샤론 맥고완
- 열정 - 마리우스 에크트베드트 외 1명
- 여전히 사랑하고 있습니다 - 데이드레 피쉘
- 컴퓨터를 배우세요 - 아낫 말츠
- 오늘, 외박할 거예요? - 쥬느비에브 알베르